# Nessie Stewart-Brown
Nessie Stewart-Brown née Muspratt le 5 septembre 1864 et morte le 7 avril 1958, est une suffragiste britannique et une personnalité politique du Parti libéral.

## Biographie
Nessie Muspratt naît à Seaforth Hall, Seaforth, près de Liverpool. Elle est la deuxième enfant d'une fratrie de huit, fille de Frances Jane Baines, elle-même fille de Thomas Baines, ancien rédacteur en chef du Liverpool Times, et de l'industriel Edmund Knowles Muspratt. Son père travaille dans la firme familiale, Muspratt & Co. Chemical Works, plus tard United Alkali Company Ltd. La famille Muspratt est libérale sur le plan politique et non-conformiste sur le plan religieux et soutient les Nordistes durant la guerre civile américaine. Les filles sont encouragées à poursuivre leurs études au-delà de l'école secondaire et elle fait ses études au Cheltenham Ladies' College, puis à l'université de Liverpool, poursuivant sa formation en France et en Allemagne, à Leipzig où son père a gardé des relations universitaires du temps de ses études de médecine en Allemagne. Son frère cadet, Max Muspratt, est un député libéral, et sa sœur, Julia Solly, est une suffragiste sud-africaine. Elle est la tante de Nelia Penman (en), qui a été présidente de la Women's Liberal Federation. Elle épouse Egerton Stewart-Brown, avocat, à l'église de Sefton le 13 septembre 1888 et le couple s'installe aux abords de Sefton Park, une banlieue résidentielle de Liverpool. Egerton Stewart-Brown est lui-même libéral et soutient activement les activités publiques de son épouse.

## Carrière politique
Stewart-Brown est secrétaire honorifique (c'est-à-dire bénévole) de la section féminine de la Royal Society for the Prevention of Cruelty to Animals de Liverpool. Elle rejoint la Women's Liberal Federation à Liverpool, où elle retrouve plusieurs femmes de sa famille, sa mère, sa tante et ses sœurs Julia et Stella et sa belle-sœur, Helena. Elle aide à créer des sections à West Derby et Wavertree. Elle est présidente de la branche West Toxteth. En 1891, elle s'engage en faveur du droit de vote des femmes. Elle prend la parole lorsque son mari se présente aux élections municipales de Liverpool, en 1892. Elle est élue au comité exécutif national de la Women's Liberal Federation en 1892. Elle s'engage en faveur du droit de vote des femmes à partir de 1891 et, en 1894, elle est cofondatrice de la Liverpool Women's Suffrage Society (branche locale de la National Union of Women's Suffrage Societies (NUWSS) avec Mme Alfred Booth et Edith Bright, lors d'une réunion à laquelle Millicent Fawcett est la conférencière invitée. Elle en devient la présidente ainsi que de la Liverpool Women's Liberal Association et de la Lancashire & Cheshire Union of the Women's Liberal Association. En octobre 1911, elle fonde avec Eleanor Rathbone la Municipal Women's Association, visant à « éveiller l'intérêt des électrices pour la question du suffrage des femmes ». En tant que libérale et suffragiste engagée, elle s'oppose aux actions des suffragettes. En 1912, elle s'oppose à la création du fonds de lutte contre les élections du NUWSS, destiné à faire campagne contre les candidats libéraux aux élections partielles qui lui semble une tentative pour aligner le NUWSS sur le Parti travailliste.
Après le déclenchement de la Première Guerre mondiale en 1914, elle se concentre sur le travail de secours, aidant l'Association des hôpitaux pour femmes écossais et la branche de Liverpool de l'Union nationale des travailleuses. Après la guerre, elle devient présidente de la branche de Liverpool de la Ligue internationale des femmes et fait partie de l'exécutif de la branche de Liverpool de la League of Nations Union. En 1919, elle se présente comme candidate libérale aux élections municipales de Liverpool. Elle est candidate libérale pour le siège unioniste de Waterloo, une division du Lancashire lors des élections générales de 1922. Elle ne s'est plus présentée au parlement.
Elle est présidente de la Waterloo Women's Liberal Association puis en 1924, elle est l'une des premières femmes nommées juge de paix, siégeant à Liverpool. Elle est présidente du Conseil national des femmes de Liverpool, vice-présidente du Conseil des femmes citoyennes et présidente du Conseil libéral de Liverpool.

## Postérité
Elle meurt en 1958 à l'âge de 93 ans. Son nom et sa photo (ainsi que ceux de 58 autres partisans du suffrage féminin) figurent sur le socle de la statue de Millicent Fawcett (en) à Parliament Square, à Londres, dévoilée en avril 2018,,.

## Scrutins
| Parti         | Parti             | Candidat             | Voix   | %    | ± |
| ------------- | ----------------- | -------------------- | ------ | ---- | - |
|               | Unioniste         | Albert Buckley       | 12,967 | 67,3 |   |
|               | Liberal           | Nessie Stewart-Brown | 6,300  | 32,7 |   |
| Majorité      | Majorité          | Majorité             | 6,667  | 34,6 |   |
| Participation | Participation     | Participation        | 19,267 | 69,4 |   |
|               | Unioniste retenir | Unioniste retenir    | Swing  |      |   |